# Kazuma Vatanabe
Kazuma Vatanabe (japonsko 渡邉 千真), japonski nogometaš, *10. avgust 1986.
Za japonsko reprezentanco je odigral eno uradno tekmo.